# Loos (Norte)
Loos es una población y comuna francesa, en la región de Norte-Paso de Calais, departamento de Norte, en el distrito de Lille y cantón de Haubourdin.
El campanario del Ayuntamiento es uno de los elementos incluidos en el bien cultural "Campanarios de Bélgica y Francia", inscrito en 1999 en la lista de Patrimonio de la Humanidad de la Unesco.

## Historia
Villa perteneciente a los Países Bajos de los Habsburgo, fue tomada por Francia en 1667, durante el sitio de Lille.
En septiembre de 1915 se desarrolló en sus inmediaciones una batalla durante la Primera Guerra Mundial, que terminó con victoria alemana.
En julio de 2025, el Ayuntamiento de Loos procedió a la demolición de la Torre Kennedy, la más grande de la región.

## Demografía
| 1 040 | 1 007 | 1 061 | 1 160 | 3 404 | 1 891 | 4 117 | 4 082 | 5 169 | 5 172 | 5 702 | 6 333 | 6 706 | 6 617 | 7 753 | 7 924 | 8 770 | 9 513 | 10 640 | 11 468 | 12 197 | 13 865 | 14 233 | 14 362 | 14 678 | 14 882 | 18 367 | 21 007 | 21 530 | 20 640 | 20 657 | 20 869 | 21 410 | 21 043 |
| Para los censos de 1962 a 1999 la población legal corresponde a la población sin duplicidades (Fuente: INSEE [Consultar]) |       |       |       |       |       |       |       |       |       |       |       |       |       |       |       |       |       |        |        |        |        |        |        |        |        |        |        |        |        |        |        |        |        |